# 聖格奧爾基鄉 (雅洛米察縣)
44°39′N 26°52′E / 44.650°N 26.867°E
聖格奧爾基鄉（羅馬尼亞語：Comuna Sfântu Gheorghe, Ialomița），是羅馬尼亞的鄉份，位於該國南部，由雅洛米察縣負責管轄，面積71平方公里，海拔高度47米，2007年人口2,001，人口密度每平方公里28人。